# Eunaticina
Eunaticina is een geslacht van weekdieren uit de klasse van de Gastropoda (slakken).

## Soorten
- Eunaticina abyssalis Simone, 2014
- Eunaticina africana Fernandes & Burnay, 1984
- Eunaticina albosutura Verco, 1909
- Eunaticina auriformis (Marwick, 1924) †
- Eunaticina emmeles (Melvill, 1910)
- Eunaticina fornicata (Suter, 1917) †
- Eunaticina heimi Jordan & Hertlein, 1934
- Eunaticina inflata (Tesch, 1920)
- Eunaticina kraussi (E. A. Smith, 1902)
- Eunaticina lamarckiana (Récluz, 1843)
- Eunaticina linneana (Récluz, 1843)
- Eunaticina margaritaeformis Dall, 1924
- Eunaticina mienisi Kilburn, 1988
- Eunaticina oblonga (Reeve, 1864)
- Eunaticina papilla (Gmelin, 1791)
- Eunaticina umbilicata (Quoy & Gaimard, 1832)